# Пузанов, Адольф Васильевич
Адольф (Александр) Васильевич Пузанов — советский хозяйственный и государственный деятель, лауреат Государственной премии СССР за выдающиеся достижения в труде.

## Биография
Родился в 1940 году. Член КПСС с 1964 года.
В 1961—2000 годах — кузнец Волгоградского тракторного завода, бригадир кузнецов производственного объединения «Волгоградский тракторный завод им. Ф. Э. Дзержинского» / АО «ВТЗ».
За выдающиеся достижения в труде на основе комплексного совершенствования трудовых процессов, совмещения профессий, внедрения передовых методов и форм организации труда был в составе коллектива удостоен Государственной премии СССР за выдающиеся достижения в труде 1977 года.
Делегат XIX партконференции КПСС.
Живёт в Волгограде.

## Награды
- Орден Трудовой Славы II степени (1975)
- Орден Трудовой Славы III степени (1980)

## Сочинения
- Пузанов, Александр Васильевич. Эстафета поколений: [Рассказ кузнеца произв. об-ния «Волгогр. тракт. з-д им. Ф. Э. Дзержинского»] / А. В. Пузанов. — Волгоград : Ниж.-Волж. кн. изд-во, 1984. — 31 с.; 20 см.